# Uti
Utii, ca neam geto-dacic sunt cunoscuți prin deducție. Ptolemeu a citat printre așezările mai importante din Dacia, cetatea Utidava. Atâta vreme cât a existat un centru geto-dacic cu un astfel de nume, e de presupus că vine de la populația utilor. În legătură cu utii, Vasile Pârvan pune și Râul Utus din Moesia, ca urmare a coborârii geților în aceste regiuni din sud.